# 2019 en physique
 (septembre 2024).
- Si vous ne connaissez pas le sujet, laissez ce bandeau (vous pouvez alors contacter les auteurs).
- Si vous supprimez le contenu mis en cause (vous pouvez préalablement contacter les auteurs),

argumentez précisément cette suppression dans la page de discussion
(un manque de référence n'est pas un argument ; une recherche réelle de référence doit avoir été effectuée, être formellement documentée).
Cet article présente les faits marquants de l'année 2019 en physique.

## Évènements
- 10 avril : diffusion de la première image d'un trou noir, M87*, imagé par interférométrie VLBI[1].

- 20 mai : la nouvelle méthode permettant le calcul du kilogramme, à l'aide de la constante de Planck et d'une balance de Kibble, entre en vigueur[2].
- 21 mai : détection par le Laser Interferometer Gravitational-Wave Observatory et Virgo de l'onde gravitationnelle GW190521, dont les analyses (publiées en septembre 2020) prouveront qu'elle a été émise par un trou noir de 142 masses solaires, le premier trou noir intermédiaire connu[3].
- 3 juillet : Le physico-chimiste franco-norvégien Thomas Ebbesen gagne la médaille d'or du CNRS pour ses travaux transdisciplinaires sur les nanosciences[4].

## Prix
- Prix Nobel de physique : 
  - James Peebles pour avoir prédis l'existence du fond diffus cosmologique et avoir été le premier à comprendre l'importance de la matière noire dans les grandes structures de l'Univers[5].
  - Michel Mayor et Didier Queloz pour avoir prouvé l'existence des exoplanètes en découvrant 51 Pegasi b en 1995[5].
- Médaile Hughes : Andrew Ian Cooper[6]
- Prix Sakurai : Lisa Randall et Raman Sundrum[7]
- Prix ACP-CRM : Jaume Gomis[8]
- Médaille Boas : Andrea Morello[9]
- Médaille Brockhouse : Graeme Luke « pour ses contributions au domaine de la recherche sur les supraconducteurs au moyen de techniques de spin des muons »[10],[11]
- Prix Cécile DeWitt-Morette / École de Physique des Houches : Francesca Ferlaino[12]

## Décès
- 31 mai[13] : John Robert Schrieffer (né en 1931), physicien américain, prix Nobel de physique en 1972[14].

- 30 juin[15] : Mitchell Feigenbaum (né en 1944), physicien américain, spécialiste de la théorie du chaos.
- 3 août[16] : Nikolaï Kardachev (né en 1932), radioastronome et astrophysicien soviétique puis russe.

- 4 août[17] : Ann Nelson (née en 1958), physicienne américaine, prix Sakurai en 2018[7].